# Gutierre Rodríguez Girón
Gutierre Rodríguez Girón (m. Alarcos, 19 de julio de 1195) fue un obispo y político español del siglo XII.

## Biografía
Fue hijo de Rodrigo Gutiérrez Girón, iniciador de la familia de los Girón y mayordomo mayor de Alfonso VIII de Castilla, y de su mujer María de Guzmán, hija de Rodrigo Muñoz de Guzmán, y de Mayor Díaz.
Fue canciller real desde el 7 de noviembre de 1182 hasta el 22 de agosto de 1192, confirmando como Guterrio Roderici existente cancellario scripsit, según figura en varios diplomas reales expedidos en esas fechas. Hacia 1193 fue elegido obispo de Segovia, aunque no tomó plena posesión hasta 1194, durando su mandato no más de un año, por lo que apenas existen noticias sobre su cargo.
En octubre de 1194, el obispo Gutierre, junto a sus hermanos y uno de sus sobrinos, vendió al maestre de la Orden de Calatrava (Nuño Pérez de Quiñones) los derechos que poseían sobre el castillo de Dueñas (Calatrava la Nueva) por mil maravedís; su padre Rodrigo Gutiérrez había donado previamente, en 1991 la mitad de las rentas y heredades de esta fortaleza, cercana al castillo de Salvatierra.
Falleció en 1195 en la batalla de Alarcos.
| Predecesor: Gonzalo | Obispo de Segovia 1194-1195 | Sucesor: Gonzalo Miguel |